# Parasipyloidea emeiensis
Parasipyloidea emeiensis är en insektsart som beskrevs av Chen, S.C. och Yun He He 1994. Parasipyloidea emeiensis ingår i släktet Parasipyloidea och familjen Diapheromeridae. Inga underarter finns listade i Catalogue of Life.